# Mitznefet

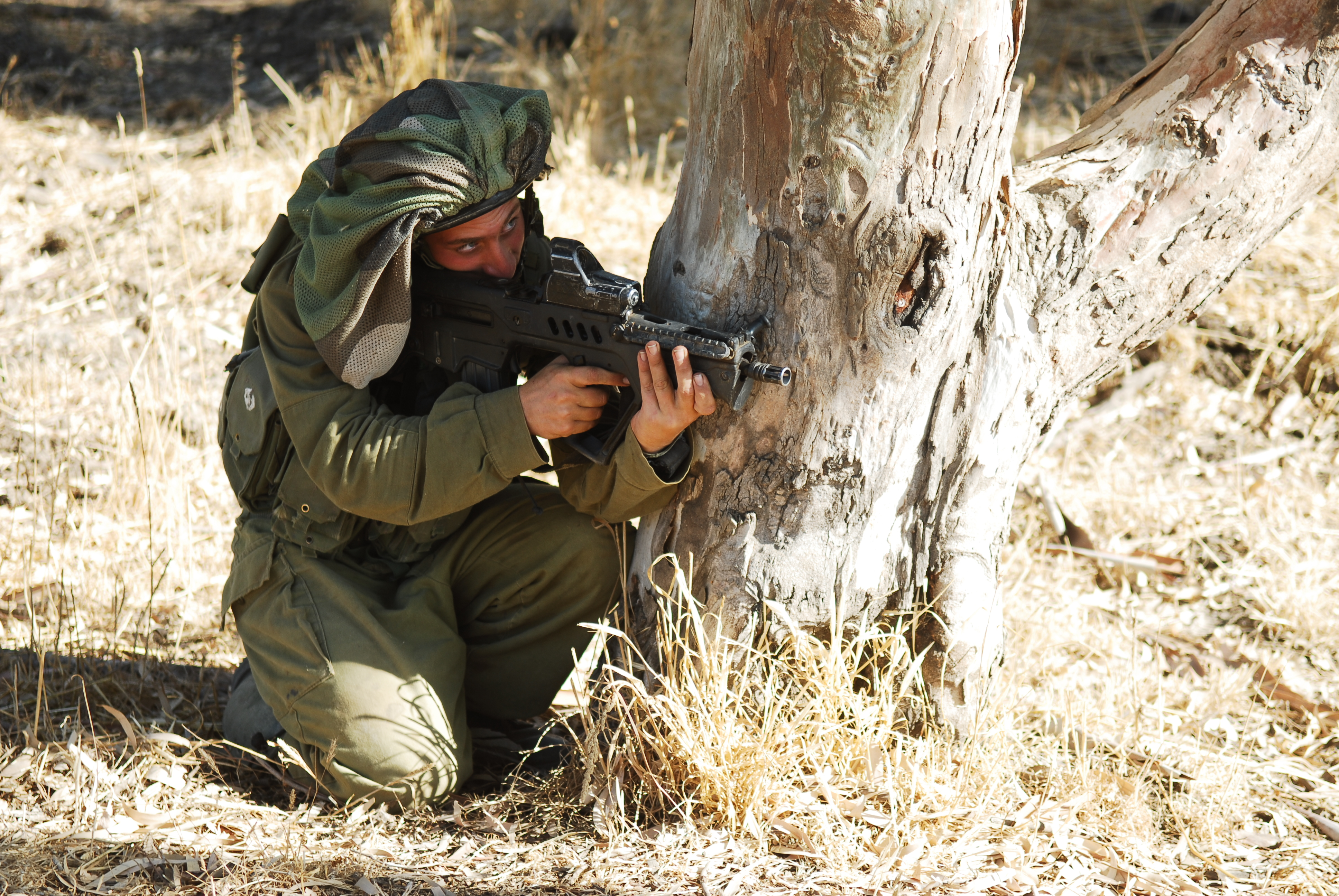
Żołnierz Sił Obronnych Izraela z pokrowcem Mitznefet na hełmie

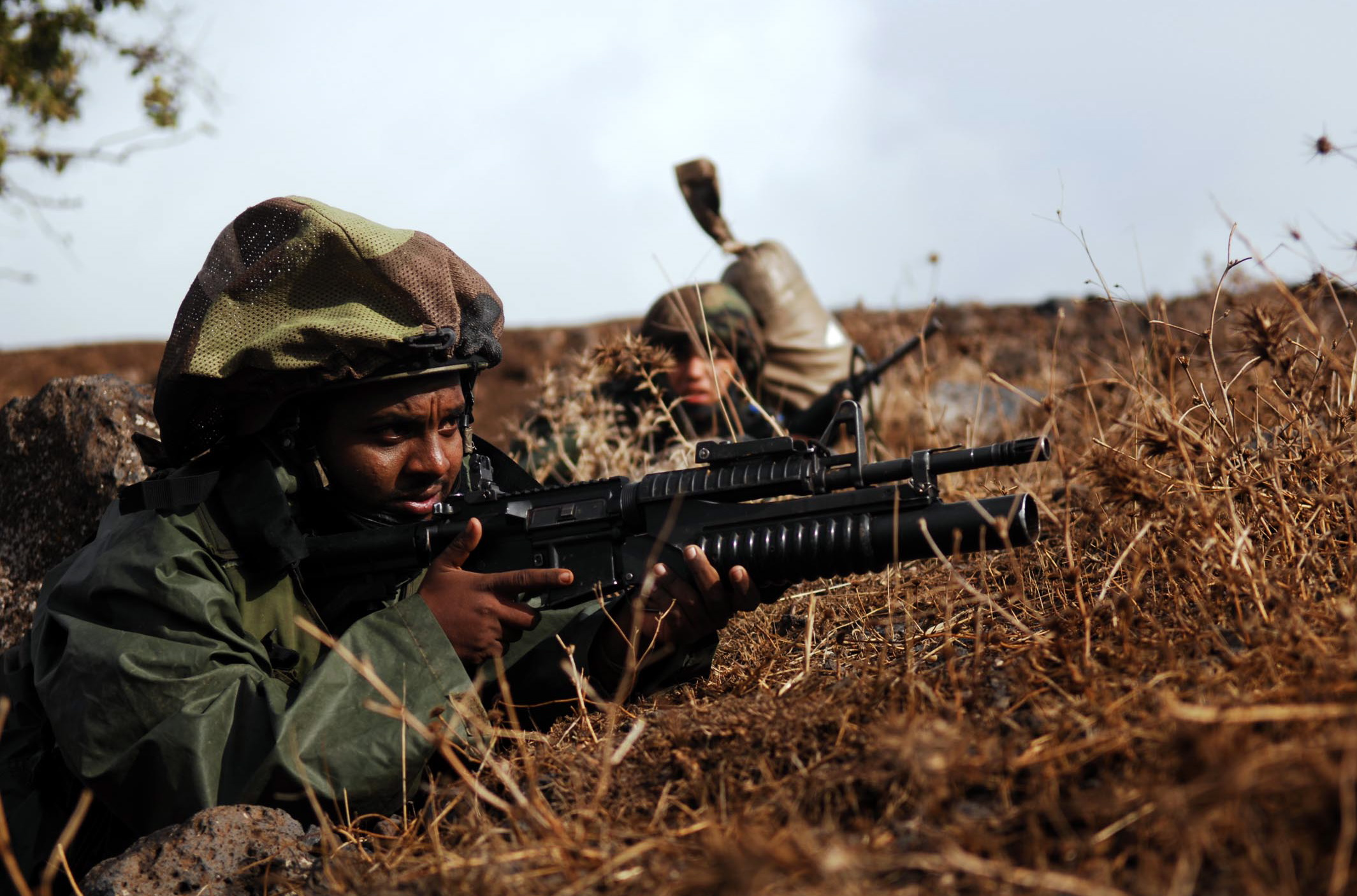
Izraelski spadochroniarz z pokrowcem Mitznefet na hełmie, podczas jesiennych ćwiczeń

Mitznefet (hebr. מצנפת) – specyficzny pokrowiec na hełm używany przez Siły Obronne Izraela od roku 1994.
Pokrowiec najczęściej wykonany jest z siatki. Jest dużo większy od hełmu i w ten sposób rozmazuje ogólny zarys głowy co pomaga w zamaskowaniu się. Pokrowiec jest dwustronny – z jednej strony jest w kamuflażu leśnym, z drugiej w pustynnym.